# Сребърно езеро
Сребърното езеро е един от най-популярните курорти в Сърбия. Намира се в непосредствена близост до Велико Градище и има пясъчни плажове, хотел и къмпинг край него. Езерото представлява бивш ръкав на река Дунав на 2 км от Велико Градище.
Понеже е относително близо до Белград (129 км), Смедерево, Панчево и други градове в Източна Сърбия, Сребърното езеро е много популярна и атрактивна дестинация за туристи и рибари. Дълго е 14 км. Площта му е 4 км². Средната му ширина е около 300 м. Някога ръкав на река Дунав, сега е затворено между два язовира. Богато е на риба (сом, костур, шаран, амур).